# Cuộc đua đến núi phù thủy
Cuộc đua đến núi phù thủy (tên gốc tiếng Anh: Race to Witch Mountain) là bộ phim làm lại từ phim Escape to Witch Mountain vào năm 1975 và dựa trên một tiểu thuyết cùng tên. Bộ phim có Andy Fickman là đạo diễn và những ngôi sao như Dwayne Johnson, AnnaSophia Robb, Alexander Ludwig, và Carla Gugino. Bộ phim bắt đầu khởi quay tại thành phố Los Angeles vào tháng 3 năm 2008. Race to Witch Mountain công chiếu vào ngày 13 tháng 3 năm 2009 tại Hoa Kỳ, 10 tháng 4 năm 2009 tại Anh Quốc và 3 tháng 4 năm 2009 tại Việt Nam.

## Nội dung
Một con tàu của người ngoài hành tinh rơi xuống hoang mạc gần Searchlight, Nevada, 45 dặm bên ngoài Las Vegas. Đặc vụ Henry Burke dẫn đầu một lực lượng thuộc Bộ Quốc phòng đến hiện trường để điều tra sự việc này. Các đặc vụ thu giữ con tàu vũ trụ, tiến hành kiểm tra DNA của người trên tàu. Jack Bruno từng là một tay xã hội đen nhưng nay đã hoàn lương làm tài xế taxi để tránh bị ở tù lần nữa. Một trong những người khách đi xe của anh là Tiến sĩ Alex Friedman, nhà vật lý thiên văn sắp thuyết trình tại hội thảo UFO ở khách sạn Planet Hollywood.
Có hai tên côn đồ bắt buộc Jack về làm việc cho ông chủ của chúng, nhưng chúng bị Jack đánh bại. Jack sau đó thấy hai đứa trẻ thiếu niên tên Seth và Sara đã lên xe anh từ lúc nào. Hai đứa trẻ này chính là người ngoài hành tinh trên con tàu bị rơi, chúng đưa 15.000 USD cho Jack để nhờ anh chở chúng đến một nơi xa xôi. Đội đặc vụ của Burke bắt đầu truy đuổi hai đứa trẻ. Jack hiểu lầm các đặc vụ chính phủ là xã hội đen nên tìm cách vượt qua họ bằng kỹ năng lái xe điêu luyện của mình. Seth và Sara đã sử dụng siêu năng lực để giúp cả nhóm chạy thoát. Khi cả nhóm đến một căn nhà hoang, Jack đi theo Seth và Sara vào trong nhà. Hai đứa trẻ lấy một thiết bị được giấu trong phòng thí nghiệm dưới lòng đất, nhưng cả nhóm bị tấn công bởi Siphon, một tên sát thủ ngoài hành tinh. Siphon đuổi theo cả nhóm đến khi con tàu vũ trụ của hắn tông vào xe lửa khiến hắn bị thương. Seth và Sara tiết lộ rằng chúng là người ngoài hành tinh, Jack sau đó đưa hai đứa trẻ đến một quán ăn, đội đặc vụ của Burke lại kéo đến khiến cả nhóm tiếp tục bỏ chạy.
Jack đưa Seth và Sara đến gặp Tiến sĩ Alex Friedman tại hội thảo UFO. Ban đầu Alex không tin câu chuyện của Jack, đến khi hai đứa trẻ cho cô thấy siêu năng lực của chúng thì cô mới tin. Hai đứa trẻ kể rằng chúng đến từ một hành tinh cách Trái Đất 3000 năm ánh sáng, nơi đó sắp lụi tàn, quân đội nơi đó có ý định xâm lược Trái Đất. Bố mẹ của Seth và Sara là hai nhà khoa học đang tìm cách cứu hành tinh mà không cần đi xâm lược, nhưng họ đã bị bắt trước khi hoàn thành cuộc thí nghiệm. Hai đứa trẻ đến Trái Đất để lấy kết quả thí nghiệm thành công của bố mẹ chúng, nhưng quân đội hành tinh đó vẫn muốn xâm lược Trái Đất nên cử Siphon đuổi theo ngăn cản chúng. Để cứu cả hai hành tinh, hai đứa trẻ phải lấy lại con tàu và đem kết quả về để ngăn chặn cuộc xâm lược xảy ra. Alex quyết định đi cùng với bộ ba. Cả nhóm đến gặp Tiến sĩ Donald Harlan, người nói rằng con tàu đã được chính phủ đưa về một căn cứ bí mật gọi là Núi Phù thủy. Sau đó Harlan và hai người phụ tá của ông đánh lạc hướng đội đặc vụ bằng cách lái chiếc taxi của Jack, trong khi nhóm của Jack tẩu thoát bằng chiếc RV của Harlan. Đến Núi Phù thủy, cả nhóm bị lực lượng của Burke bắt giữ. Burke cho phép Jack và Alex rời đi, nhưng ra lệnh bắn thuốc mê Seth và Sara và chuẩn bị giải phẫu sinh thể hai đứa trẻ.
Jack và Alex quay lại để tìm cách giải cứu hai đứa trẻ. Đúng lúc này Siphon tấn công vào Núi Phù thủy và chiến đấu với quân lính chính phủ, nhờ vậy nhóm của Jack có thể vào nơi giấu con tàu. Cuối cùng cả nhóm giết được Siphon và lái con tàu bay ra khỏi Núi Phù thủy. Jack và Alex nói lời tạm biệt Seth và Sara. Trước khi bay đi, Seth và Sara đã đưa một thiết bị định vị cho Jack và Alex, vật này sẽ giúp hai đứa trẻ luôn luôn tìm ra họ. Vài tuần sau, Jack và Alex trở thành hai tác giả thành công của cuốn sách mang tên "Cuộc đua đến Núi Phù thủy: Câu chuyện thật", kể về sự xuất hiện của Seth và Sara. Cả hai chia sẻ rằng nếu chuyện này được lan truyền rộng rãi thì chính phủ sẽ không thể thủ tiêu họ. Khi Jack và Alex lên xe, thiết bị định vị của Seth và Sara reo lên, báo hiệu rằng hai đứa trẻ đang quay lại Trái Đất.

## Diễn viên
- Dwayne Johnson trong vai Jack Bruno, 1 tài xế taxi từng là tội phạm đua xe
- AnnaSophia Robb trong vai Sara, 1 đứa trẻ ngoài hành tinh có khả năng đọc ý nghĩ của người khác
- Alexander Ludwig trong vai Seth, 1 đứa trẻ ngoài hành tinh có khả năng xuyên qua và va chạm mạnh vào vật thể rắn
- Carla Gugino trong vai Tiến sĩ Alex Friedman
- Ciarán Hinds trong vai Henry Burke
- Garry Marshall trong vai Tiến sĩ Donald Harlan
- Cheech Marin trong vai Eddie Cortez
- Tom Woodruff Jr. trong vai Siphon

## Sản xuất
Tháng 7 năm 2007, hãng phim Walt Disney đã thuê Andy Fickman về làm đạo diễn cho Witch Mountain, một phiên bản tưởng tượng mới của Escape to Witch Mountain, sử dụng kịch bản của Matt Lopez. Đến tháng 8, diễn viên Dwayne Johnson được tuyển vào với vai trò diễn viên chính và quay phim dự định vào tháng 3 năm 2008. Fickman không cho rằng đây là một bản làm lại mà xác định nó là một sản phẩm mới của thế giới Witch Mountain. Đạo diễn cũng diễn tả quyển sách mà bộ phim dựa theo là "một câu chuyện giật gân bí ẩn mà hấp dẫn" và có những thứ không có trong bản phim năm 1975. Đến tháng 3 năm 2008, đoàn làm phim sử dụng kịch bản mới được viết bởi Mark Bomback. Tiêu đề của bộ phim được đổi thành Race to Witch Mountain và bắt đầu quay phim tại Los Angeles trong cùng tháng đó.
Trung tâm hội nghị ở Pomona, California được sử dụng cho Triển lãm vật thể bay không xác định lần 9 (UFO Expo 9) và đồ nội thất ở núi Phù Thủy được thiết kế từ những tấm hình chụp chuyến tham quan núi Chayenne của NORAD. Các phòng nhỏ của phim được xây dựng ở Agua Dulce, California. Đạo diễn đã nhờ sự giúp đỡ của các chuyên gia về vật thể bay không xác định, quân đội và cố vấn CIA để hình thành các đạo cụ cho phim.
Ngày 22 tháng 1 năm 2009, phim được xếp hạng PG vì có nhiều pha hành động, bạo lực, gây sợ hãi, các tình tiết nguy hiểm.